# جنگ قطر و بحرین

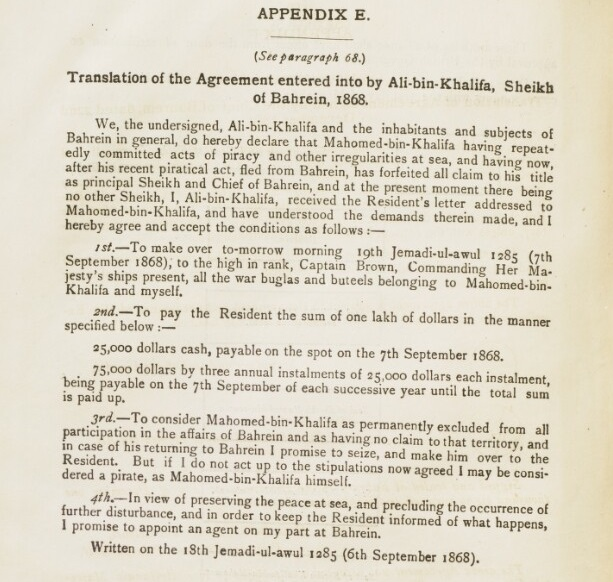
توافقنامه بریتانیا و بحرین

جنگ قطر و بحرین (انگلیسی: Qatari–Bahraini War) (به عربی: الحرب القطریة البحرینیة)، همچنین به عنوان جنگ استقلال قطر (به عربی: حرب الاستقلال القطریة)، درگیری مسلحانه ای بود که بین سال‌های ۱۸۶۷ و ۱۸۶۸ در خلیج فارس رخ داد. این درگیری، بحرین و ابوظبی را در مقابل قطر قرار داد. این جنگ آشکارترین نقض آتش‌بس دریایی ۱۸۳۵ بود که مستلزم دخالت بریتانیا بود. دو امیرنشین با میانجیگری بریتانیا با آتش‌بس موافقت کردند که منجر به به‌رسمیت‌شناختن خانواده آل ثانی قطر از سوی بریتانیا به عنوان حاکم نیمه مستقل قطر شد. درگیری منجر به ویرانی گسترده در هر دو امیرنشین شد.

## قرارداد انگلیس و بحرین ۱۸۶۸
قبل از سال ۱۸۶۷، بریتانیا قطر را به عنوان یک کشور وابسته به بحرین به رسمیت شناخت. سرهنگ دوم لوئیس پلی، مقیم بریتانیا در بحرین، به حکیم بحرینی اولتیماتوم داد و او را به نقض قوانین دریایی متهم کرد و خواستار غرامت ۱۰۰۰۰ تومان ایران شد. در ۶ سپتامبر ۱۸۶۸، علی آل خلیفه پس از انتصاب سرهنگ پلی، عملاً کنترل بحرین را پس از فرار برادرش محمد. به عنوان حکیم به دست گرفت،
این اختلاف باعث شد که بریتانیا برای اولین بار آل ثانی را به عنوان یک واحد سیاسی نیمه مستقل در قطر به رسمیت بشناسد. لوئیس پلی از قطر بازدید کرد، با شیوخ ملاقات کرد و معاهده ۱۸۶۸ را با محمد آل ثانی امضا کرد. این معاهده به جنگ دریایی پایان داد. به عنوان بخشی از شروط این معاهده، بحرین مجبور شد از ادعای حاکمیت خود در خاک قطر چشم پوشی کند و همچنین چندین مجازات بریتانیا را بپذیرد که بیشتر آنها مالی بودند.

## یافته‌ها در زکریت
حتی امروز، در قرن بیست و یکم، گلوله‌های مورد استفاده در جنگ را می‌توان در صحرای اطراف زکریت یافت، که در برخی از آنها هنوز باروت در داخل‌شان وجود دارد.